# Antonio Pagni
Antonio Tommaso Pagni, B. (21. prosince 1556 Pescia – 26. ledna 1624 tamtéž) byl italský římskokatolický duchovní a barnabita.

## Život
Narodil se 21. prosince 1556 v Pescii do šlechtické rodiny Bartolomea a Piery Orlandi.
V sedmnácti letech byl poslán studovat filozofii a právo na Univerzitu v Pise, kde získal titul z obojího práva. Později odešel do Florencie, aby zde studoval teologii. Dne 6. června 1583 byl vysvěcen na kněze biskupem z Volterry.
Odešel do Pescie, kde se věnoval výuce křesťanské nauky a zároveň byl zpovědníkem benediktinek kláštera Santa Maria Nuova. Roku 1587 byl jmenován kanovníkem katedrály a pokladníkem. Kněžskou službu vykonával také v dnešní čtvrti Pietrabuona. Podle příkladu Filipa Neriho založil laickou kongregaci, na jejíž formaci dohlížel.
Rozhodující bylo seznámení s Paolem Ricordatim (1517–1633) z Buggiana, který se stal jeho společníkem. Spolu s ním a dalšími bratry převzal 17. července 1590 budovu v Ruga degli Orlandi. Po jeho zbourání položil základní kámen kostela Santissima Annunziata. Oslovili Řeholní kleriky Matky Boží, aby kostel převzali, ale nakonec zde vznikla nová kongregace sekulárních kleriků Santissima Annunziata. Dne 6. září 1623 kongregace dosáhla sloučení Řeholními kleriky svatého Pavla. Stal se členem této kongregace.
Zemřel 26. ledna 1624.

## Proces svatořečení
Proces byl zahájen roku 1627, ale brzy došlo k jeho přerušení. Dne 8. července 1947 došlo k obnovení procesu.